# 曼蘇拉區 (蓋爾達耶省)

31°58′46″N 3°44′46″E / 31.97944°N 3.74611°E
曼蘇拉區（阿拉伯语：‎），是阿爾及利亞的行政區，位於該國中部，由蓋爾達耶省負責管轄，首府設於曼蘇拉，面積13,215平方公里，2005年人口5,893，人口密度每平方公里0.5人。